# Cratere Braciaca
Braciaca è un cratere sulla superficie di Cerere.